# Shownu
Son Hyun-woo (en hangul, 손현우; Seúl, 18 de junio de 1992), más conocido por su nombre artístico Shownu (en hangul, 셔누), es un cantante, bailarín y coreógrafo surcoreano. Es el líder, bailarín principal y vocalista del grupo Monsta X. Su nombre Shownu significa "Nuevo espectáculo".

## Biografía
Shownu nació el 18 de junio de 1992 en Seúl, Corea del Sur. Antes de su debut con Monsta X, era parte del grupo que tenía formado Starship: Nuboyz. También fue aprendiz de JYP Entertainment por 2 años donde durante su época de trainee en JYP practicaba con JB y Jinyoung. de GOT7., originalmente iba a debutar con ellos en un grupo. Hasta el día del debut, se tenía planeado que Wonho fuese el líder de Monsta X, pero lo cambiaron un día antes y eligieron a Shownu. 
Estaba en el equipo de coreografía de Lee Hyo Ri antes de debutar. En su primer misión en el programa NO.MERCY cantó All of Me por John Legend y bailó Add Me in de Chris Brown. Y K.Will comentó que su voz encajaba para ser vocalista. El 24 de julio del 2016 Formó parte del Ultra Dance Festival (UDF) junto a Rocky de ASTRO, Jinyoung de GOT7, DINO de SEVENTEEN, Hyun Kyung de ROMEO y Ten de NCT (Subunidad NCT U). Shownu comentó que la única vez que ha llorado de verdad fue en NO.MERCY cuando uno de los chicos se fue, incluso hasta uno de los jueces lloró.
Comentó que una vez sus padres lo regañaron porque él no hablaba mucho con los demás miembros. Una vez le preguntaron que porque tiene mirada inexpresiva, a lo que respondió que con mirada inexpresiva se ve más masculino. Shownu quiere convertirse en el tipo de artista que siempre tiene desafíos, probar nuevos y diferentes tipos de música ya que nunca está satisfecho con un solo tipo de música. 
A principios de julio del mismo año apareció por primera vez como invitado en el exitoso programa de televisión surcoreano Running Man (también conocida como "Leonning maen") donde formó equipo con Song Ji-hyo. En el programa Lipstick Prince, Sohye le otorgó la primera medalla a Shownu y los demás miembros se quedaron sorprendidos.

## Carrera
Se dieron a conocer a través del proyecto "NO.MERCY", un reality survival producido por Mnet y Starship Entertainment para elegir a los componentes del nuevo grupo masculino de "Starship Entertainment". El programa contó con la participación de 12 trainees: JooHeon, WonHo, Shownu, KiHyun, HyungWon, MinHyuk, KwangJi, YooSu, MinKyun, YoonHo, #GUN y SeokWon.
En la conferencia de prensa del programa, K.Will y Hyorin, dos de los mentores explicaron que los aprendices, trabajarían en equipo con varios artistas como Rhymer, San E, Giriboy y Genius Nochang y pondrían a prueba sus habilidades para llegar a tener un puesto en el grupo. El 11 de febrero se anunciaron los 7 miembros oficiales del grupo llamado "MONSTA X" a través de una imagen oficial. Estos serían: Joohoney, Wonho, Shownu, Kihyun, I.M, Hyungwon y Minhyuk. Desde 2015 es miembro del grupo MONSTA X. Shownu es el líder, vocalista y bailarín principal del grupo. 
Shownu es el líder del grupo, aunque muchas personas creen que es JooHeon. Él era muy tímido antes del principio del grupo, él tuvo que cambiar su actitud para poder elegirlo como líder. Shownu, así como JooHeon, ya era muy conocidos y admirados dentro de Starship Entertainment antes del debut del grupo.
El 11 de julio de 2021, Shownu comenzó su servicio militar obligatorio como trabajador social después de someterse a una cirugía de emergencia debido a un desprendimiento de retina en el ojo izquierdo. A pesar de no poder cumplir con las condiciones de salud para servir como soldado activo, Shownu dedicó su tiempo al servicio social y completó su deber militar el 21 de abril de 2023.

## Filmografía

### Películas
| Año  | Título            | Personaje | Ref.  |
| ---- | ----------------- | --------- | ----- |
| 2022 | Seoul Ghost Story |           | [ 3 ] |

### Programas de variedades
| Año         | Programa                              | Notas                             |
| ----------- | ------------------------------------- | --------------------------------- |
| 2018        | King of Mask Singer                   | Ep. 137, participó como "Okidoki" |
| 2016 - 2017 | Lipstick Prince                       | ep. #1-22 - miembro               |
| 2016        | Hit the Stage                         | 7 episodios (Ep. #1-2, 5-8, 10)   |
| 2016        | Running Man                           | 2 episodios (Ep. #307, #319)      |
| 2016        | Law of the Jungle in Papua New Guinea | miembro - ep. 216 - 219           |
| 2016        | Ultra Dance Festival (UDF)            | -                                 |
| 2016        | Our Neighborhood Sports               | -                                 |
| 2014        | NO.MERCY                              | -                                 |